# برآمدگی همپتون
برآمدگی همپتون (انگلیسی: Hampton hump) یک نشانهٔ رادیولوژی است که از یک کدورت گوه‌ای شکل کم‌عمق در حاشیه ریه و قاعده آن در مجاورت سطح پلور تشکیل شده است. این نشانه بالینی نامش را از آبری اوتیس همپتون می‌گیرد که نخستین بار در سال ۱۹۴۰ آن را توصیف کرد. برآمدگی همپتون همراه با نشانه وسترمارک ممکن است به تشخیص آمبولی ریه کمک کند، اگرچه بروزشان نادر است و حساسیت و میزان اطمینان تشخیصی‌شان کم است. اگر این نشانه در یک تصویر رادیوگرافی وجود داشته باشد، احتمال زیادی وجود دارد که فرد دچار آمبولی ریه شده باشد، اما در صورت عدم وجود آن، حضورِ آمبولی ریه منتفی نیست.